# Letty Aronson
Letty Aronson, nata Ellen Letty Königsberg (Brooklyn, 30 novembre 1943), è una produttrice cinematografica statunitense e sorella minore di Woody Allen, con cui spesso collabora. È stata sposata con Sidney Aronson.

## Biografia
Ha vinto un Golden Globe nel gennaio 2009 come produttrice di Vicky Cristina Barcelona e ottenuto la candidatura al premio Oscar per Midnight in Paris.

## Filmografia
- Pallottole su Broadway (1994)
- La dea dell'amore (1995)
- Harry a pezzi (1997)
- Celebrity (1998)
- La maledizione dello scorpione di giada (2001)
- Anything Else (2003)
- Melinda e Melinda (2004)
- Match Point (2005)
- Scoop (2006)
- Sogni e delitti (2007)
- Vicky Cristina Barcelona (2008)
- Basta che funzioni (2009)
- Incontrerai l'uomo dei tuoi sogni (2010),
- Midnight in Paris (2011)
- To Rome with Love (2012)
- Blue Jasmine (2013)
- Magic in the Moonlight (2014)
- Irrational Man (2015)
- Café Society (2016)
- La ruota delle meraviglie - Wonder Wheel (Wonder Wheel) (2017)
- Un giorno di pioggia a New York (A Rainy Day in New York) (2019)
- Rifkin's Festival (2020)
- Un colpo di fortuna - Coup de chance (Coup de Chance) (2023)